# Zvjahel
Zvjahel (ukrajinsky Звягель, v letech 1795–2022 Novohrad-Volynskyj nebo Novohrad Volyňský, ukrajinsky Новоград-Волинський, polsky Nowogród Wołyński; do roku 1795 Vozvjahel či Zvjahel) je město v Žytomyrské oblasti na Volyni na severozápadní Ukrajině. Leží na řece Sluč v povodí Prypjati. Je centrem Zvjahelského rajónu. Žije zde přibližně 55 tisíc obyvatel.
První zmínky o městě Vozvjahel jsou z roku 1256; o rok později město vyplenil Daniel Haličský. Od roku 1795, kdy bylo město přejmenováno na Novohrad Volyňský, do roku 1804 byl sídlem Volyňské gubernie (později přemístěno do Žytomyru). Silnou židovskou komunitu rozprášil holokaust. Dnes je Novohrad znám především jako rodiště nejznámější ukrajinské spisovatelky, Lesji Ukrajinky.
Město leží na expresní silnici Lvov–Kyjev a hlavní železniční trati Šepetivka–Korosteň, z níž zde odbočuje místní trať do Žytomyru.

## Název
- Novohrad-Volynskyj je moderní[ujasnit] název.
- Vozvyagl je starověké ruské jméno.
- Zwiahel, Zwiahel, Zwiahel (polsky: Zwiahel, polsky:[ujasnit] זוועהיל) je polské jméno.

Městská rada přijala 17. června 2022 usnesení, kterým městu vrací historické jméno Zvjahel. Ukrajinský parlament rozhodnutí schválil 16. listopadu 2022.

## Literární odkaz
V průběhu polsko-sovětské války bylo město od dubna do června 1920 obsazeno polskými vojsky. V rámci Novograd-Volynské operace město 27. června 1920 dobyla Rudá armáda. Události jsou zachyceny v povídkovém cyklu Isaaka Babela Rudá jízda (povídky Kostel v Novogradě (Костёл в Новограде) a Pan Apolek (Пан Аполек)).